# وانشا رودبارکی
وانشا رودبارکی (۲۷ آبان ۱۳۴۵) هنرمند نقاش ایرانی است.

## زندگی‌نامه
وانشا رودبارکی، زاده ۲۷ آبان ۱۳۴۵ در رشت از سال ۱۳۶۹ ساکن پاریس می‌باشد. او فعالیت هنری خود را در رشتهٔ نقاشی به‌طور حرفه‌ای پیش گرفت. او که تحصیلات دانشگاهی خود را در رشتهٔ ریاضیات به پایان رسانیده، همواره از فلسفه و ابزار ریاضیات در خلق تابلوهایش بهره گرفته است. نقاشیهای او، به دلیل حضور نوعی نور ویژه، حرکت و نوعی انرژی پیش برنده، مورد توجه کارشناسان و منتقدان هنری قرار گرفت. بیش از صد نمایشگاه از آثارش در گالری‌ها، سالن‌ها و بینال‌های بین‌المللی در اروپا، آمریکا و آسیا برگزار شده است. او در سال ۲۰۲۱ انجمن هنرمندان بین‌المللی (AIA associations) را در تأسیس کرد.

## مقالات
- ژان لوک شالومو: (تاریخدان و منتقد هنری فرانسوی) وانشا رودبارکی، یا گفتگوی نور و تاریکی[۵]
- ژرارد شوریگورا:(تاریخدان، نویسنده و منتقد هنری فرانسوی) وانشا رودبارکی، استعاره‌ای از زندگی[۷]
- ماریا ترزا پرستیژیاکومو: (تاریخدان و منتقد هنری ایتالیایی) وانشا رودبارکی، نور مدیترانه[۵]